# Posledno lyato
The Last Summer (en búlgaro, Последно лято, transliterado como: Posledno lyato) es una película de drama búlgara de 1974 dirigida por Christo Christov. Fue seleccionada como la entrada búlgara a la Mejor Película Internacional en la 47.ª Premios de la Academia, pero no fue nominada.

## Reparto
- Grigor Vachkov como Ivan Efreytorov
- Dimitar Ikonomov como Dinko
- Bogdan Spasov como Dyadoto
- Vesko Zehirev como Vuychoto
- Lili Metodieva como Maykata
- Daniela Danailova como Karakachankata
- Lyuben Boyadzhiev como Generalat
- Yuli Toshev como Majorat
- Peter Goranov como Partizaninat
- Dimitar Milanov como Dyavolat